# Grand Prix Formule 1 van Italië 1999
De Grand Prix Formule 1 van Italië 1999 werd gehouden op 12 september 1999 op Monza.

## Verslag
Mika Hakkinen startte vanaf Pole-position, voor Heinz-Harald Frentzen,  David Coulthard en de beide Williams'.
Alessandro Zanardi had een goede start en lag korte tijd tweede achter Mika Hakkinen. David Coulthard ging in de eerste ronde even van de baan en verloor een aantal plaatsen.  Omdat Zanardi de mannen achter hem wat ophield wist Hakkinen een aardige voorsprong op te bouwen.  Na een aantal ronden beschadigde Zanardi echter de onderkant van zijn auto toen hij over een kerb stuiterde  waardoor hij ingehaald werd door zijn achtervolgers.
In de dertigste ronde maakte Mika Häkkinen  een fout en spinde  van de baan.  De teleurstelling bij de Fin was erg groot  en even later was vanuit helikopterbeelden te zien hoe hij in de bossen zat te huilen.  Dankzij de fout van Hakkinen won Heinz-Harald Frentzen de race, de enige die een coureur van Jordan ooit won in droog weer.  De naaste concurrent in de titelstrijd,  Eddie Irvine,  scoorde één  WK-punt en kwam hiermee op gelijke hoogte met Mika Hakkinen in de tussenstand.

## Uitslag
| Positie | Nummer | Rijder                | Team               | Ronden | Tijd/Opgave         | Startplaats | Punten |
| ------- | ------ | --------------------- | ------------------ | ------ | ------------------- | ----------- | ------ |
| 1       | 8      | Heinz-Harald Frentzen | Jordan-Mugen-Honda | 53     | 1:17:02.923         | 2           | 10     |
| 2       | 6      | Ralf Schumacher       | Williams-Supertec  | 53     | +3.272              | 5           | 6      |
| 3       | 3      | Mika Salo             | Ferrari            | 53     | +11.932             | 6           | 4      |
| 4       | 16     | Rubens Barrichello    | Stewart-Ford       | 53     | +17.630             | 7           | 3      |
| 5       | 2      | David Coulthard       | McLaren-Mercedes   | 53     | +18.142             | 3           | 2      |
| 6       | 4      | Eddie Irvine          | Ferrari            | 53     | +27.402             | 8           | 1      |
| 7       | 5      | Alessandro Zanardi    | Williams-Supertec  | 53     | +28.047             | 4           |        |
| 8       | 22     | Jacques Villeneuve    | BAR-Supertec       | 53     | +41.797             | 11          |        |
| 9       | 11     | Jean Alesi            | Sauber-Petronas    | 53     | +42.198             | 13          |        |
| 10      | 7      | Damon Hill            | Jordan-Mugen-Honda | 53     | +56.259             | 9           |        |
| 11      | 18     | Olivier Panis         | Prost-Peugeot      | 52     | Motor               | 10          |        |
| DNF     | 17     | Johnny Herbert        | Stewart-Ford       | 40     | Koppeling           | 15          |        |
| DNF     | 15     | Toranosuke Takagi     | Arrows             | 35     | Spin                | 22          |        |
| DNF     | 14     | Pedro de la Rosa      | Arrows             | 35     | Withdrew            | 21          |        |
| DNF     | 1      | Mika Häkkinen         | McLaren-Mercedes   | 29     | Spin                | 1           |        |
| DNF     | 19     | Jarno Trulli          | Prost-Peugeot      | 29     | Oververhitting      | 12          |        |
| DNF     | 23     | Ricardo Zonta         | BAR-Supertec       | 25     | Wiellager           | 18          |        |
| DNF     | 20     | Luca Badoer           | Minardi-Ford       | 23     | Botsing             | 19          |        |
| DNF     | 10     | Alexander Wurz        | Benetton-Playlife  | 11     | Elektrisch probleem | 14          |        |
| DNF     | 12     | Pedro Diniz           | Sauber-Petronas    | 1      | Spin                | 16          |        |
| DNF     | 9      | Giancarlo Fisichella  | Benetton-Playlife  | 1      | Spin                | 17          |        |
| DNF     | 21     | Marc Gené             | Minardi-Ford       | 0      | Botsing             | 20          |        |

## Statistieken
| Pole-position | Mika Häkkinen   | McLaren-Mercedes  | 1:22.432 |
| Snelste ronde | Ralf Schumacher | Williams-Supertec | 1:25.579 |

## Noot
- Dit was de eerste snelste ronde voor Ralf Schumacher.

1921 · 1922 · 1923 · 1924 · 1925 · 1926 · 1927 · 1928 · 1931 · 1932 · 1933 · 1934 · 1935 · 1936 · 1937 · 1938 · 1947 · 1948 · 1949 · 1950 · 1951 · 1952 · 1953 · 1954 · 1955 · 1956 · 1957 · 1958 · 1959 · 1960 · 1961 · 1962 · 1963 · 1964 · 1965 · 1966 · 1967 · 1968 · 1969 · 1970 · 1971 · 1972 · 1973 · 1974 · 1975 · 1976 · 1977 · 1978 · 1979 · 1980 · 1981 · 1982 · 1983 · 1984 · 1985 · 1986 · 1987 · 1988 · 1989 · 1990 · 1991 · 1992 · 1993 · 1994 · 1995 · 1996 · 1997 · 1998 · 1999 · 2000 · 2001 · 2002 · 2003 · 2004 · 2005 · 2006 · 2007 · 2008 · 2009 · 2010 · 2011 · 2012 · 2013 · 2014 · 2015 · 2016 · 2017 · 2018 · 2019 · 2020 · 2021 · 2022 · 2023 · 2024 · 2025